# Coenoptychus pulcher
Espèce
Synonymes
- Onychocryptus mutillaris Karsch, 1892
- Castaneira quadrimaculata Reimoser, 1934

Coenoptychus pulcher est une espèce d'araignées aranéomorphes de la famille des Corinnidae.

## Distribution
Cette espèce est se rencontre en Inde au Kerala et au Tamil Nadu et au Sri Lanka,.

## Description
La femelle holotype mesure 6,5 mm.
Le mâle décrit par Paul, Sankaran, Sebastian et Joseph en 2018 mesure 4,93 mm et la femelle 5,88 mm.
C'est une araignée myrmécomorphe.

## Publication originale
- Simon, 1885 : « Matériaux pour servir à la faune arachnologiques de l'Asie méridionale. II. Arachnides recueillis à Ramnad, district de Madura par M. l'abbé Fabre. » Bulletin de la Société zoologique de France, vol. 10, p. 26-39 (texte intégral).